# Direitos LGBT na Oceania
Os Direitos LGBT na Oceania tem uma mistura de tratamentos. Dentre os vinte países e territórios da região geográfica chamada de Oceania, doze possuem legislação que criminaliza as relações sexuais entre pessoas do mesmo gênero. Dentre estes, dez punem apenas relacionamentos entre homens. Apenas dois países possuem legislação favorável ao casamento entre pessoas do mesmo sexo: a Nova Zelândia(que legalizou em 2013) e a Austrália(que legalizou em 2017).
 Austrália - Ilhas Cook - Fiji - Guam - Kiribati - Ilhas Marshall - Micronésia - Nauru - Nova Caledónia - Nova Zelândia - Niue - Papua-Nova Guiné - Ilhas Salomão - Samoa - Taiti - Tonga - Toquelau - Tuvalu - Vanuatu

## Austrália
- Pune? Não.

Direitos LGBT na Oceania
Casamento entre pessoas do mesmo sexo
Reconhecimento de casamentos realizados em outras partes do país (Samoa Americana)
Não reconhecido ou status desconhecido
Casamento entre pessoas do mesmo sexo inconstitucional (Palau)
Homossexualidade ilegal, mas não aplicado
Homossexualidade ilegal

- União civil? União civil na Tasmânia, parcerias domésticas em outras regiões.
- Protege de discriminação? Sim, em todos territórios.
- Observação: Há possibilidade de parcerias domésticas em todos os Estados, com exceção da Austrália do Sul e Victoria. O casamento entre pessoas do mesmo gênero foi proibido por uma determinação federal. Mesmo assim, a Tasmânia propôs a legalização do casamento homossexual em abril de 2005. Em 2017, o casamento igualitário foi aprovado em todo o território nacional.

## Ilhas Cook
- Pune apenas a homossexualidade masculina.
- Pena máxima: Catorze anos de detenção.
- Pena mínima: Multa.
- União civil? n/a
- Protege de discriminação? Não.

## Fiji
- Pune Não[1]
- União civil? n/a
- Protege de discriminação? Sim

## Guam
- Pune? Não.
- União civil? s/d
- Protege de discriminação? Não.

## Kiribati
- Pune apenas a homossexualidade masculina.
- Pena máxima: Catorze anos de detenção.
- Pena mínima: Multa.
- União civil? n/a
- Protege de discriminação? Não.

## Ilhas Marshall
- Pune apenas a homossexualidade masculina.
- Pena máxima: Dez anos de detenção.
- Pena mínima: Multa.
- União civil? n/a
- Protege de discriminação? Não.

## Micronésia
- Pune? Não.
- União civil? s/d
- Protege de discriminação? Não.

## Nauru
- Pune? s/d
- União civil? s/d
- Protege de discriminação? Não.

## Nova Caledónia
- Pune? Não.
- União civil? Em cogitação. Veja Pacte civil de solidarité.
- Protege de discriminação? Não.

## Nova Zelândia
- Pune? Não.
- União civil? Sim.
- Protege de discriminação? Sim.
- Observação: legalizou o casamento igualitário em 2013, sendo o primeiro país da região a aprovar tal direito.

## Niue
- Pune apenas a homossexualidade masculina.
- Pena máxima: Dez anos de detenção.
- Pena mínima: Multa.
- União civil? n/a
- Protege de discriminação? Não.

## Papua-Nova Guiné
- Pune apenas a homossexualidade masculina.
- Pena máxima: Catorze anos de detenção.
- Pena mínima: Multa.
- União civil? n/a
- Protege de discriminação? Não.

## Ilhas Salomão
- Pune? Sim.
- Pena máxima: Catorze anos de detenção.
- Pena mínima: Multa.
- União civil? n/a
- Protege de discriminação? Não.

## Samoa
- Pune? Sim.
- Pena máxima: Sete anos de detenção.
- Pena mínima: Multa.
- União civil? n/a
- Protege de discriminação? Não.

## Taiti
- Pune? Não.
- União civil? s/d
- Protege de discriminação? Não.

## Tonga
- Pune apenas a homossexualidade masculina.
- Pena máxima: Dez anos de detenção.
- Pena mínima: Multa.
- União civil? n/a
- Protege de discriminação? Não.

## Toquelau
- Pune apenas a homossexualidade masculina.
- Pena máxima: Dez anos de detenção.
- Pena mínima: Multa.
- União civil? n/a
- Protege de discriminação? Não.

## Tuvalu
- Pune apenas a homossexualidade masculina.
- Pena máxima: Catorze anos de detenção.
- Pena mínima: Multa.
- União civil? n/a
- Protege de discriminação? Não.

## Vanuatu
- Pune? Não.
- União civil? s/d
- Protege de discriminação? Não.

 Austrália - Ilhas Cook - Fiji - Guam - Kiribati - Maldivas - Ilhas Marshall - Micronésia - Nauru - Nova Caledónia - Nova Zelândia - Niue - Papua Nova Guiné - Ilhas Salomão - Samoa - Taiti - Tonga - Toquelau - Tuvalu - Vanuatu